# Dagmar Falk
Dagmar Falk (n. 28 decembrie 1912, Södertälje, comitatul Stockholm, Suedia – d. 23 martie 2019, Lund, comitatul Scania, Suedia) a fost o lingvistă suedeză specializată în slavistică și romanistică, profesoară de limba română la Universitatea din Lund, cercetătoare a moștenirii yotvingienilor⁠(d) și una dintre organizatoarele Expediției yotvingiene suedeze⁠(d) din nord-estul Poloniei (1959–1980).

## Biografie

### Formarea profesională
S-a născut la 28 decembrie 1912 în familia Larsson din orașul Södertälje și și-a petrecut copilăria și adolescența în orașul Sundsvall. A studiat limbile slave (inclusiv poloneza) la Universitatea din Uppsala, absolvind cu o diplomă de licență în anul 1936. După absolvirea studiilor universitare, a lucrat în perioada 1936–1938 la Camera de Comerț Polono-Suedeză, ocupându-se în special de legăturile comerciale cu instituțiile din orașul polonez Gdynia. În cursul unei activități desfășurate la Asociația Suedezo-Polonă (Svensk-Polska Föreningen) din Stockholm l-a întâlnit pe tânărul lingvist Knut-Olof Falk⁠(d) (1906–1990), un cunoscut slavist și baltolog, iar cei doi s-au căsătorit în anul 1945, când Falk a obținut postul de profesor la Universitatea din Lund. Soții Falk s-au mutat împreună în orașul Lund și au avut doi copii: Kristina și Ragnar.
În anii imediat următori celui de-al Doilea Război Mondial a participat în mod activ la acțiunea umanitară „Autobuzele Albe”⁠(d) a Crucii Roșii Suedeze⁠(d), oferind asistență foștilor prizonieri scandinavi și polonezi ai lagărelor de concentrare din Germania. S-a deplasat împreună cu Zygmunt Łakociński (lector de limba poloneză la Universitatea din Lund) în Germania, unde i-a adunat pe foștii prizonieri polonezi, i-a însoțit până în Suedia și s-a implicat în traducerea și interpretarea poveștilor refugiaților pentru a putea fi repatriați.

### Cariera academică
În paralel, Dagmar Falk a studiat limbile romanice la Universitatea din Lund și a devenit apoi asistenta profesorului Alf Lombard (1902–1996), care a predat romanistica între anii 1939 și 1969 și a condus acolo în același timp un seminar de limba română. Într-un interviu acordat ulterior, ea a mărturisit că a hotărât să studieze limba română „pentru că această limbă prezintă o multitudine de probleme interesante din punct de vedere lingvistic” și, prin acest studiu, „am reușit să cunosc și sufletul poporului român care posedă o calitate încîntătoare – sinceritatea” și a dobândit o admirație „superlativă” față de România. A lucrat timp de mai mulți ani ca lector universitar de limba română la Departamentul de Limbi Romanice al Universității din Lund și a fost traducătoare autorizată. Ea a început să pregătească în anii 1950, sub îndrumarea profesorului Alf Lombard, o teză de doctorat intitulată „Morfologia substantivelor în română”. Prin intermediul relațiilor sale, renumitul lingvist suedez a ajutat-o pe asistenta sa să obțină o bursă de specializare în România într-o perioadă în care acest lucru era greu de realizat. Prima ei călătorie în România a avut loc în anul 1958. Dagmar Falk a efectuat în octombrie 1959 o nouă vizită de studii în România, ocazie cu care a ținut o conferință intitulată L’alternance vocalique a/ă dans la déclinaison roumaine la Institutul de Lingvistică din București. Cercetările ei s-au concentrat pe alternanța vocalică a/ă de la singular la plural în cazul substantivelor feminine.
Dagmar Falk a călătorit apoi de alte câteva ori în România în anii regimului comunist: în august 1961 (când a luat parte la cursurile de vară ale Universității din București, organizate la Sinaia și destinate profesorilor și cercetătorilor străini ai limbii, literaturii, istoriei și artei românești, unde a luat cuvântul la simpozionul dedicat culturii românești de peste hotare și a prezentat comunicarea „L’alternance a/ă dans la flexion du féminin en roumain. Une contribution à la discussion”), în august 1967 (când a asistat la cursurile de vară organizate tot la Sinaia de Academia Republicii Socialiste România, unde a avut ocazia să strângă material pentru teza ei de doctorat) și în aprilie 1980 (când a participat, alături de Aurel Covaci, Venera Antonescu, Andrei Bantaș, Veronica Bârlădeanu, Liviu Călin, Ana Călin, Dan Duțescu, Tudor Dorin, Madeleine Fortunescu, Raul Ion, Cristiana Hîncu, Leon Levițchi, Irina Eliade, Andrei Ionescu, Ileana Snagoveanu, Romulus Vulpescu și Florin Murgescu, la ședința inaugurală a Cenaclului de traduceri „Al. Philippide”, organizat în clădirea Școlii generale nr. 15 din București sub auspiciile Secției de traduceri și literatură universală a Asociației Scriitorilor din București) A participat, de asemenea, la Primul Congres internațional de Românistică, desfășurat în perioada 21–23 martie 1974 la Amsterdam, unde nu a ținut o comunicare, dar a fost foarte activă în cadrul dezbaterilor. Ea a colaborat periodic la emisiunea culturală radiofonică „Odă limbii române” (transmisă săptămânal, începând din 13 iunie 1967, pe programul I al Radio România Actualități și în reluare pe programul II), care prezenta momente semnificative ale procesului de evoluție al limbii române literare.
A tradus, în plus, mai multe nuvele scrise de Mihail Sadoveanu și Zaharia Stancu și câteva eseuri ale lui Tudor Arghezi și intenționa să publice, în caz că făcea rost de fondurile necesare, o antologie de literatură română în limba suedeză. Printre studenții pe care i-a format se numără traducătoarea Inger Johansson (n. 1947), căreia i-a transmis pasiunea pentru limba română. Dagmar Falk a susținut-o și a fost foarte interesată de activitatea de traducătoare a lui Inger Johansson, cu care a menținut legătura până aproape de sfârșitul vieții. Inger Johansson a mărturisit în anul 2017 că fosta ei profesoară „este încă limpede în minte [...] și este foarte interesată de tot ceea ce fac”.

### Cercetările efectuate în Polonia

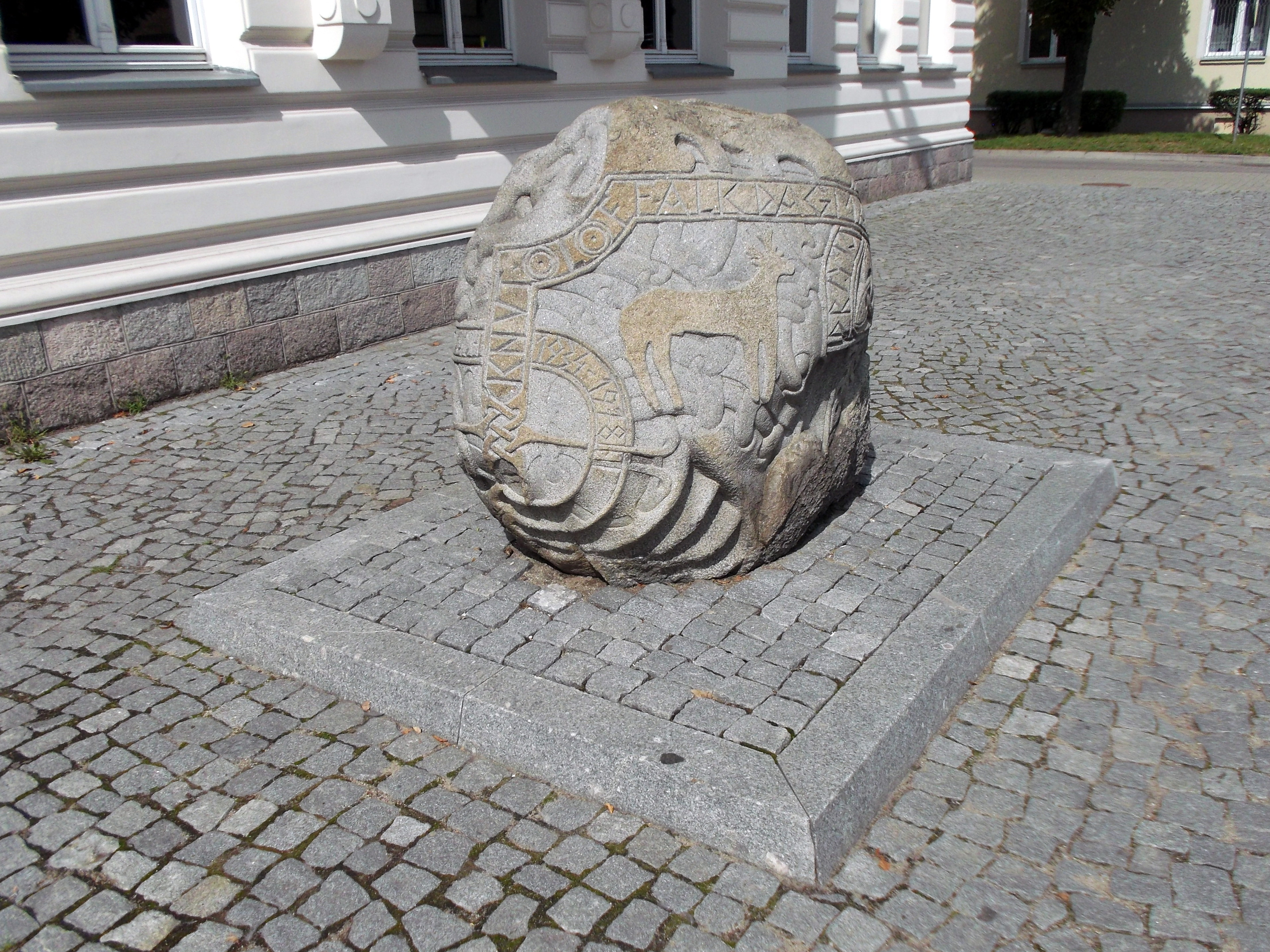
Piatra memorială dedicată soților Falk la Suwałki

În perioada postbelică soții Falk au menținut contacte științifice cu lingviștii și cu alți savanți polonezi, ajutându-i pe oameni de știință polonezi (cercetători și lectori) invitați la Universitatea din Lund cu asigurarea transportului, cazării, hranei și contactelor sociale. Dagmar Falk a participat, împreună cu soțul ei, la expediția științifică suedeză din 1959–1980, care a investigat urmele tribului baltic al yotvingienilor pe actualul teritoriu nordic al Poloniei, și l-a sprijinit întotdeauna pe soțul ei în activitatea de cercetare. S-a ocupat cu activitatea organizatorică a expediției, permițându-i soțului ei să se ocupe exclusiv cu activitatea științifică, și a păstrat relații strânse cu mulți localnici polonezi din Jasionowo⁠(d), unde se afla centrul de comandă. Cei doi soți au aprofundat relațiile interlingvistice baltico-slave și au cercetat cu interes viața bătrânilor din satele Vosilkai și Gabowe Grądy⁠(d), aflate în regiunea istorică Suwałki⁠(d). Potrivit jurnalistului Wiesław Gawinek, profesorul Falk vorbea corect limba poloneză, dar cu un accent străin pronunțat, în timp ce soția sa, Dagmar, vorbea „o poloneză frumoasă, literară”. În semn de apreciere a activității soților Falk în acea zonă, a fost amplasată în anul 1992 o piatră memorială stilizată ca o stelă (piatră funerară) scandinavă cu o inscripție runică în fața Muzeului Districtual din Suwalki, pe care au fost înscrise numele lor.
Începând din 1981, după instaurarea legii marțiale în Polonia și în contextul crizei economice, Dagmar Falk a organizat acțiuni de sprijin material și financiar pentru locuitorii regiunii Suwałki, trimițând timp de mai mulți ani, pe cheltuiala proprie, pachete cu diverse bunuri care lipseau din magazinele poloneze. A continuat să se intereseze, după moartea soțului ei, de situația social-politică din Polonia și de schimbările survenite în această țară, iar în anul 2005, când avea deja o vârstă înaintată, a participat la o conferință științifică internațională la Muzeul Districtual din Suwalki, cu ocazia aniversării a 50 de ani de la inițierea săpăturilor arheologice yotvingiene în cimitirul satului Szwajcaria⁠(d). În primăvara anului 2007, Dagmar Falk a donat Muzeului Districtual din Suwalki colecțiile științifice ale familiei sale (inclusiv fotocopii ale unor publicații și documente referitoare la regiunea Suwałki, care fuseseră distruse în timpul celui de-al Doilea Război Mondial) și, ca recompensă, a fost distinsă cu titlurile de „Cetățean de onoare al orașului Suwałki” (fiind primul cetățean străin ce a primit acest titlu) și „Prieten al Muzeului Districtual din Suwałki”. Ceremonia de acordare ale celor două titluri a avut loc în anul 2007 la Consulatul Poloniei de la Malmö.

### Decesul
În anul 2012, când avea vârsta de 100 de ani, ea a acordat un interviu Monicăi Timofte (care era în acea vreme lector dr. de limba română la Universitatea din Lund), cu ocazia inițiativei culturale „Anul Alf Lombard” a Ambasadei României la Stockholm. Monica Timofte a caracterizat-o ca fiind „cea mai surprinzătoare și plăcută interlocutoare pe care am întâlnit-o în Suedia”. Dagmar Falk a decedat la 23 martie 2019 în orașul Lund, la vârsta de 106 ani.

## Omagiu
O stradă din orașul polonez Suwałki poartă numele lingvistei Dagmar Falk, care primise anterior titlul de cetățean de onoare al acestei localități.

## Scrieri
- „O problemă de morfologie română” [alternanța a/ă la substantivele feminine de tipul scară-scări], în Iorgu Iordan (coord.), Omagiu lui Alexandru Rosetti la 70 de ani, Editura Academiei Republicii Socialiste România, București, 1965, pp. 227–232.
- „Centre de studii românești: Lund. Un vechi și constant interes”, în Tribuna României, editată de Asociația „România”, București, anul III, nr. 37, 1974, p. 3.

## Notă explicativă
1. ↑  Dagmar Falk a trimis ulterior o scrisoare în limba română către conducerea Universității din București în care și-a exprimat recunoștința pentru eforturile depuse de organizatori pentru „a realiza un climat propice studierii limbii și literaturii romîne”. În acea scrisoare, ea a scris, printre altele: „Am fost atît de impresionată de grija dv. de a ne oferi un program atît de folositor pentru îmbogățirea cunoștințelor noastre asupra limbii romîne cît și de a ne oferi ospitalitate, atît de cunoscută de altfel dar prețuită cu noi sentimente de admirație, o ospitalitate caracteristic romînească.”. Vezi: Olga Tudorică, „Cursurile de vară ale Universității București (1–31 august 1961)”, în Studii și Cercetări Lingvistice, Editura Academiei Republicii Populare Romîne, București, tomul XIII (1962), nr. 1, p. 83.